# Elezioni parlamentari in Giappone del 1947
Le elezioni parlamentari in Giappone del 1947 si tennero il 25 aprile per il rinnovo della Camera dei rappresentanti. In seguito all'esito elettorale, Tetsu Katayama, esponente del Partito Socialista Giapponese, divenne Primo ministro. Nel 1948 gli successe Hitoshi Ashida, espressione del Minshujiyūtō.

## Risultati
| Liste                              | Voti       | %     | Seggi |
| ---------------------------------- | ---------- | ----- | ----- |
| Partito Liberale                   | 7 312 524  | 26,73 | 131   |
| Partito Socialista Giapponese      | 7 176 882  | 26,23 | 143   |
| Partito Democratico                | 6 960 270  | 25,44 | 124   |
| Kokumin Kyōdōtō                    | 1 915 948  | 7,00  | 31    |
| Partito Comunista Giapponese       | 1 002 883  | 3,67  | 4     |
| Partito dei Contadini del Giappone | 214 754    | 0,78  | 4     |
| Altri                              | 1 174 662  | 4,29  | 17    |
| Indipendenti                       | 1 603 684  | 5,86  | 12    |
| Vacanti                            | –          | –     | 2     |
| Totale                             | 27 361 607 | 100   | 468   |